# Tren ecológico de la Selva

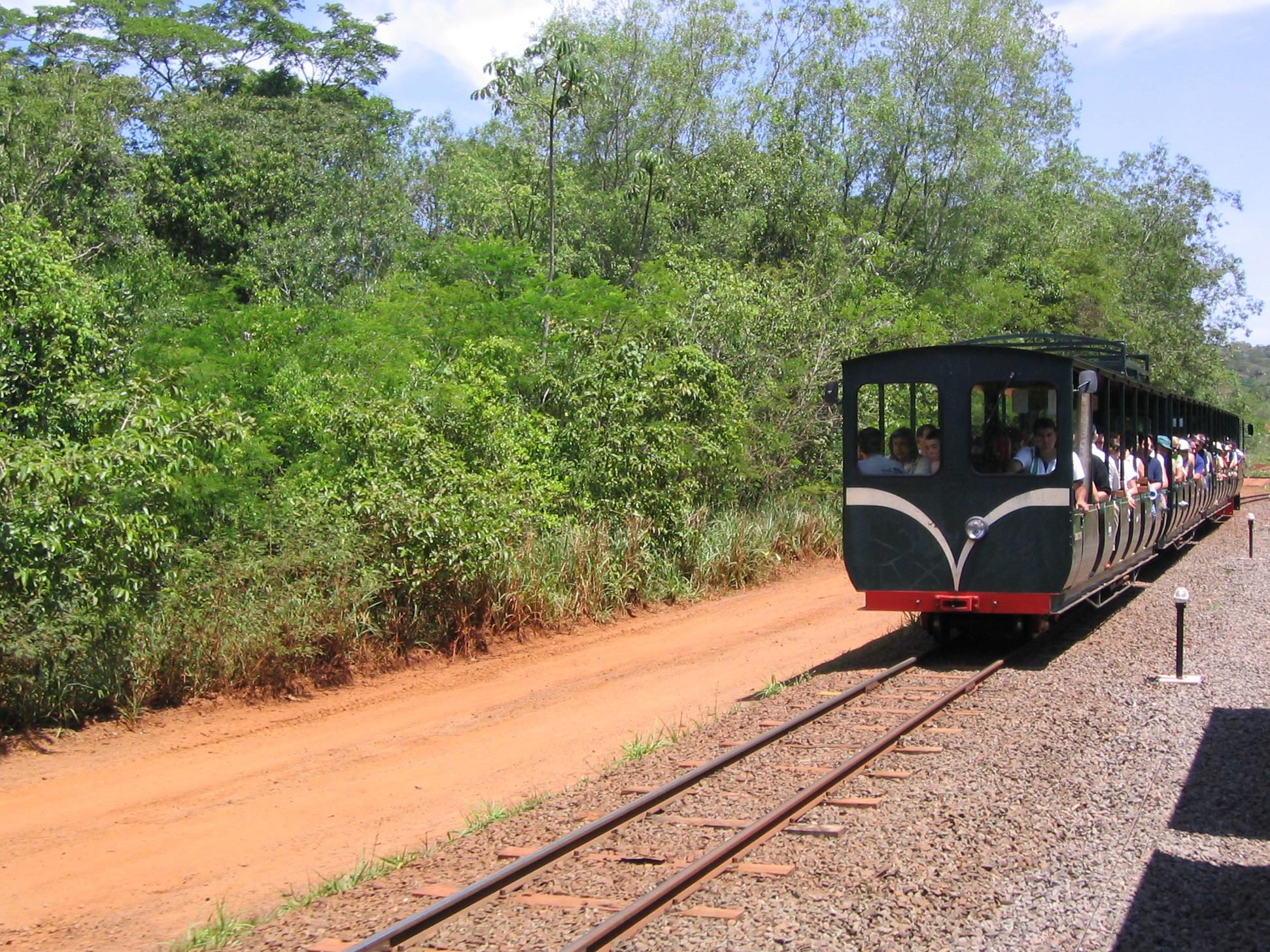
Tren Ecológico.

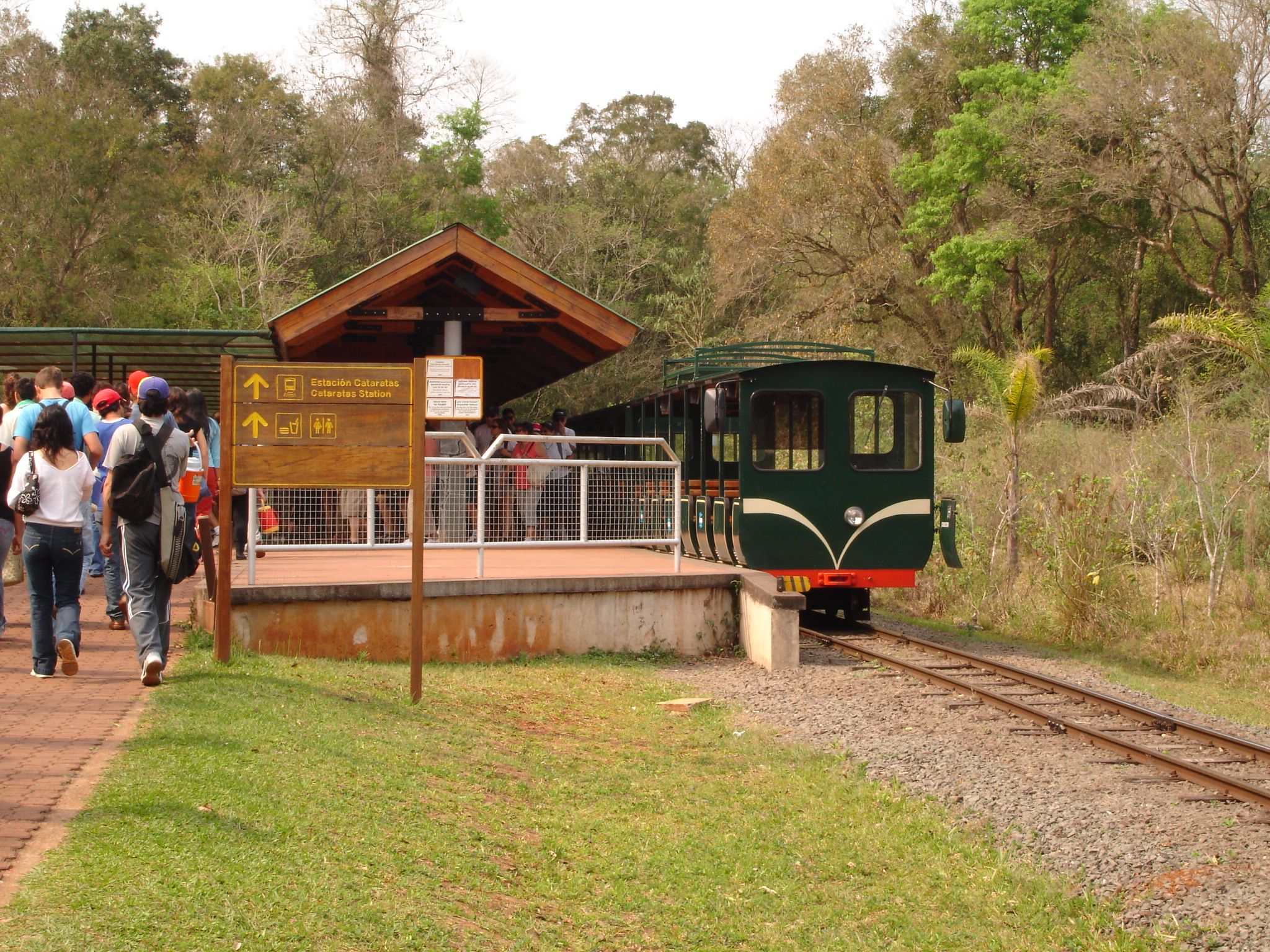
Tren en la Estación Cataratas.

El Tren ecológico de la Selva consiste en un tren que brinda el servicios de transporte dentro del parque nacional Iguazú en la provincia de Misiones, Argentina.

## Características
Este tren tiene una capacidad de 250 pasajeros y funciona desde julio de 2001. Posee una trocha de 600 mm.
Inicialmente el proyecto fue desarrollado en los talleres de la empresa Alan Keef, ubicados en la localidad de Ross-on-Wye (200 km al este de Londres), Inglaterra.
La empresa Iguazú Argentina S.A. es la responsable por el funcionamiento y operatividad del sistema ferroviario del Área Cataratas, del parque nacional Iguazú.
El tren está completamente pintado de verde, se compone de una locomotora que arrastra cuatro vagones techados, con asientos de madera y totalmente abiertos hacia el exterior, para que el visitante se mantenga en directo contacto con la naturaleza.
Para no impactar en el medio ambiente, y en cumplimiento con las normas ISO 9001: e ISO14001:, esto significa que se alcanzaron los requisitos que deben cumplir para lograr un equilibrio entre las actividades desarrolladas por la empresa concesionaria y la preservación del entorno. 
Las primeras Locomotoras son impulsadas a gas, siendo el primer sistema de la Argentina con este tipo de propulsión, posee una baja velocidad de circulación, funcionamiento con un combustible que  no genera impacto ambiental, los pasa-faunas construidos a lo largo del tazado que permiten a los animales transitar por su hábitat sin peligro de accidentes, su sistema de grasas y lubricaciones biodegradables, sus frenos no contaminates, sus bajos nibles de sonoridad (menores a 70 decibeles) etc . Traslada a los pasajeros bordeando la margen izquierda del río Iguazú a lo largo de 3,7 kilómetros, en contacto directo con la selva misionera, llegando hasta cerca de la garganta del Diablo, uno de los saltos más imponentes del parque. 
El recorrido dura 30 minutos. El tendido de las vías parte desde la Estación Central, efectúa una parada intermedia en la Estación Cataratas, y finalmente arriba a la terminal, en la Estación Garganta del Diablo. Allí se puede descender para luego acceder a la pasarela, que llega hasta los balcones construidos sobre el borde de la enorme cascada de 80 metros de altura llamada garganta del Diablo.

## Historia
En el año 1995 la Administración de Parques Nacionales decidió realizar una concesión del área Cataratas del parque nacional Iguazú a fin de dotarlas de una nueva infraestructura que sirviera para atender a la gran cantidad de visitantes que recibe por día, bajo premisas ecológicas estrictas, por tratarse de un prístino entorno natural, declarado Patrimonio Natural de la Humanidad por la Unesco.
El proyecto del Tren de la Selva inicia con la incorporación de 2 locomotoras a gas GLP y una serie de coches o vagones para transporte de visitantes, este material fue fabricado por Alan Keef a partir del año 1999.
Posterior al inicio de la operación del Área Cataratas y viendo la necesidad de aumentar el material rodante, se incorporan coches de fabricación argentina, de la empresa Glastra S.A.C.I.
A partir del año 2007 se continúa con el plan de adquirir material rodante para aumentar la capacidad de transporte, incorporando 2 locomotoras fabricadas por Glastra S.A.c.i., y coches para pasajeros.
En el año 2017 se decide por el cambio en la tecnología de motorización de locomotoras, adaptando Locomotoras Eléctricas a baterías como nuevo material rodante, incorporando la primera locomotora a baterías para el servicio turístico.
El éxito de esta última incorporación determina un nuevo horizonte para el servicio turístico del Área Cataratas, y en agosto de 2018 se incorpora la segunda locomotora eléctrica a baterías .
En conjunto con la incorporación de locomotoras eléctricas, se inicia un nuevo plan de incorporación de coches, adquiriendo 5 coches de la empresa Metalúrgica Liderar de Rosario, Santa Fe.